# Põhimaantee 4
Die Põhimaantee 4 (Nationalstraße 4) ist eine Fernstraße in Estland. Sie verbindet die Hauptstadt Tallinn mit der Grenze zu Lettland an der Rigaer Bucht. Sie bildet zugleich einen Abschnitt der Europastraße 67, der Via Baltica, die von Helsinki nach Prag führt.
Die Länge der Straße beträgt 192,7 km.

## Verlauf

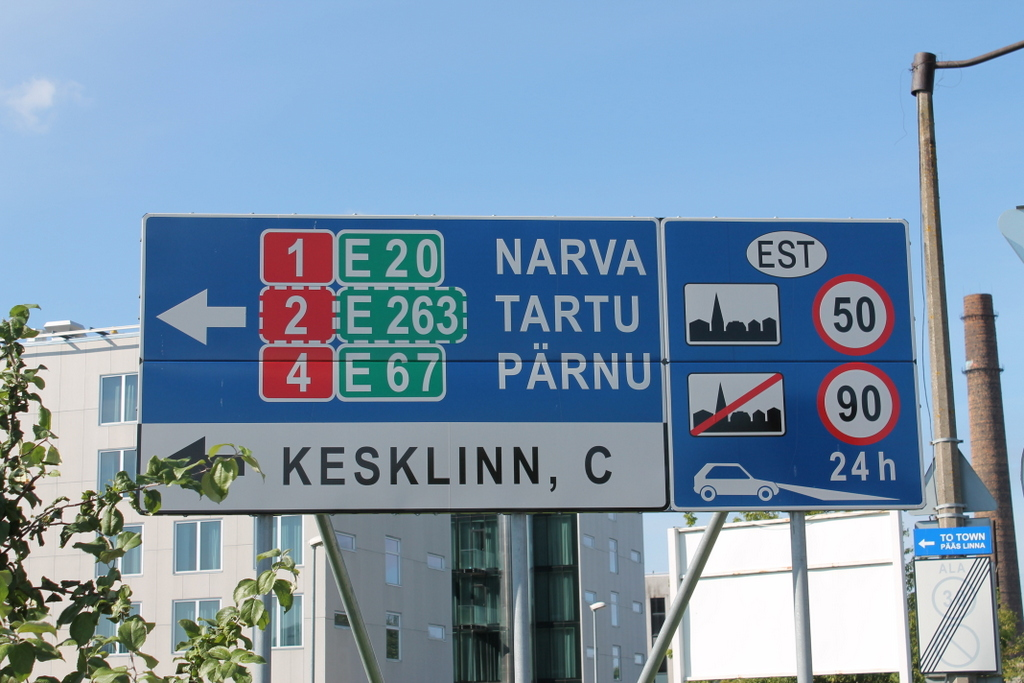
Beginn der Straße am Hafen von Tallinn

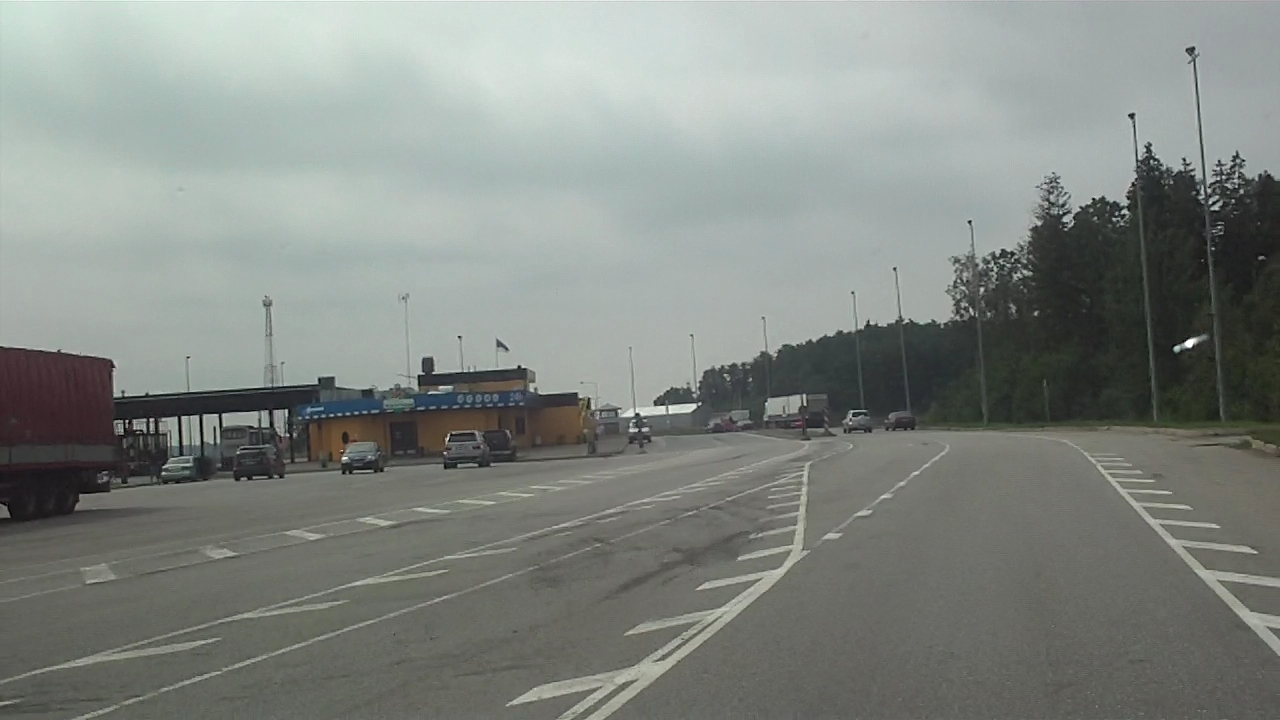
Ehemaliger Grenzübergang nach Lettland (2009)

Die teilweise autobahnmäßig ausgebaute Straße verläuft von Tallinn in südsüdwestlicher Richtung über Märjamaa nach Pärnu. Dort erreicht sie die Rigaer Bucht der Ostsee und folgt der Küste bis zur Grenze bei Ikla kurz vor der lettischen Grenzstadt Ainaži, wo sie den Grenzübergang Ikla/Ainaži erreicht. Die Fortsetzung auf lettischer Seite trägt die Bezeichnung Autoceļš A1.

## Geschichte
Während der Zugehörigkeit Estlands zur Sowjetunion trug die Straße die Bezeichnung Magistrale M12.